# Szontagh Ábrahám
Iglói és zabari Szontagh Ábrahám (Dobsina, 1830. január 16. – Budapest, 1902. március 21.) orvosdoktor, homoeopata gyakorló orvos.

## Élete
Szontagh Vilmos Gömör vármegye számvevője, földbirtokos és Langsfeld Anna fia. 1848-ban mint önkéntes tüzér a honvédseregbe lépett és mint tüzér Görgey Artúr hadtestében részt vett az iglói, branyiszkói és kápolnai ütközetekben, Komárom vára védelmében, a nyárasdi és ácsi csatákban; aztán mint komáromi kapituláns menekült. Bécsben az orvosi tudományokat tanulta; 1856. május 6-án orvosdoktori, 1857. március 5-én szülészmesteri és április 20-án hasonszenvi orvosegyesületi rendes tagsági, május 4-én sebészdoktori oklevelet nyert. Előbb Pozsonyban mint több előkelő család és e mellett szegények rendes orvosa, 1861 októberétől Pesten mint homoeopata orvos működött, ahol a tornaegyesület főalapítója volt. 1863-ben fő részt vett a Hasonszenvi Orvosegyesület megalapításában, melynek 1865-től sok évig titkára, majd tiszteleti tagja és elnöke volt. Az Országos Közegészségügyi Tanácsnak is tagja volt. 1866. november 14-én megnősült. Elhunyt 1902. március 21-én, örök nyugalomra helyzeték 1902. március 23-án Budapesten, a Fiumei úti sírkertben.
Cikkei a bécsi Akadémia Sitzungsberichtjében (XX. 1856. Beiträge zur feineren Anatomie des menschlichen Gaumens, különnyomatban is); a Pozsonyi Verhandlungen des Vereins für Naturkundeban (III. 1858. Über Accomodation des menschlichen Auges, IV. 1859. Über die Bedingungen der Grösse der Arbeitsleistung, különny. is, Über die Mechanik des Blutkreislaufes bei den Thieren); az Orvosi Hetilapban (1862); a M. orvosok és természetvizsgálók Munkálataiban (IX. 1864. Vivenot párolgásmérője, rajzzal), a Hasonszenvi Közlönyben (1865-től), a Hasonszenvi Lapokban (1866-tól) és a Homöopatiában.

## Szabadkőműves pályafutása
Szontagh Ábrahámot 1872-ben, néhány évvel a szabadkőművesség újra engedélyezése után vették fel a Szent István páholyba. 1892-1894-ig a Szt. István páholy főmestere volt, majd a páholy elaltatása után a Régi Hívek páholyába került (1894. április 19.). «A naphoz» címzett bayreuthi nagypáholyt képviselte a nagypáholyban, később 1886-1896 között a Magyarországi Symbolikus Nagypáholy helyettes nagymestereként dolgozott.
Tevékenysége első sorban odairányult, hogy a nagypáholy ügyeit rendben tartsa s a reá bízott felügyeletet lelkiismeretesen gyakorolja. Jó részben ennek következménye az a virágzó állapot, melyben a nagypáholy s az alatta működő páholyok nagy része van.

## Házassága és leszármazottjai
Felesége a református nemesi származású szalacsi és nagytanyi Szalachy családnak a sarja Szalachy Lídia (*Pest, 1845. január 23.–Fajkürt, 1898. október 10.), akinek a szülei Szalachy Antal (1802–1884), táblabíró, földbirtokos, és Schandl Terézia (1802-1887) asszony voltak. A menyasszony apai nagyszülei Szalachy István és Körmendy Erzsébet voltak; az anyai nagyszülei Schandl János (1758-1826), Észak-Komárom város tanácsosa, borkereskedő, polgár, és Oszvald Eleonóra (1769-1805) úrnő voltak. A menyasszonynak a nagybátyja Schandl János (1799–1881), Győr szabad királyi város képviselője az 1848-as szabadságharc alatt, Győr községi tanácsosa, győri bérháztulajdonos, gyümölcs- és gabonakereskedő, kasznár, dunaszentpáli földbirtokos. Szontagh Ábris és Szalachy Lídia frigyéből született:
- Szontagh Árpád (Pest, 1868. június 15.–Budapest, 1899. december 3.), törvényszéki albiró, tartalékos honvédhuszár hadnagy.[3] Felesége, Grötschel Emma.
- Szontagh Jenő (Pest, 1873. december 15.–Budapest, 1939. március 21.), Moson vármegye főispánja, a Lipót rend lovagkeresztje, az olasz király a Szent Móric és a Szent Lázár rend lovagkeresztje tulajdonosa[4] Felesége: zicsi és vásonkeői gróf Zichy Erzsébet (Gorizia, 1871. december 30.–Hernádvécse, 1950. március 24.)
- Szontagh Emil Pál (Pest, 1875. március 14.–Makó, 1950. január 24.), cs. és kir. tartalékos dragonyoshadnagy, az Országos Hitelszövetkezet központi igazgatója.[5] Felesége, földeáki Návay Erzsébet.

## Munkái
- A nemzeti tornaegylet keletkezésének története. Bpest, 1888.
- Tátravidéki nyaralóhelyek. Uo. 1894.

Szerkesztette és kiadta a Hasonszenvi Lapokat 1866. jan. 15-től 1867. végeig Pesten.